# Gordon West
Gordon West (Darfield, 1943. április 24. – Brighton-le-Sands, 2012. június 10.) angol válogatott labdarúgókapus.
Az angol válogatott tagjaként részt vett az 1968-as Európa-bajnokságon.

## Pályafutása

### A válogatottban
1968 és 1969 között 3 alkalommal szerepelt az angol válogatottban. Tagja volt az 1968-as Európa-bajnokságon bronzérmet szerző csapatnak.

## Sikerei, díjai
Everton
- Angol bajnok (2): 1962–63, 1969–70
- Angol kupa (1): 1965–66

Anglia
- Európa-bajnoki bronzérmes (1): 1968